# Verdienstmedaille der Organe des Ministeriums des Innern
Die Verdienstmedaille der Organe des Ministeriums des Innern war eine staatliche Auszeichnung  der Deutschen Demokratischen Republik (DDR), welche in Form einer tragbaren Medaille verliehen wurde.

## Geschichte
Die Medaille wurde am 15. Juni 1966 in drei Stufen (Bronze, Silber und Gold) gestiftet. Ihre Verleihung erfolgte für Verdienste und persönliche Einsatzbereitschaft bei der Erhöhung der öffentlichen Ordnung und Sicherheit. Ferner auch für den Schutz des Aufbaues des Sozialismus in der DDR sowie der Festigung der Deutschen Volkspolizei und des Ministeriums des Innern. Die Verleihung konnte sowohl an Einzelpersonen als auch Kollektive erfolgen, wobei ausdrücklich eine Mehrfachverleihung, auch in derselben Stufe, möglich war.

## Aussehen und Tragweise
Die bronze, versilberte oder vergoldete Medaille mit einem Durchmesser von 34,5 mm zeigt auf ihrem Avers mittig einen Polizeistern mit zentralem Staatswappen der DDR. Darunter liegen zwei zusammengebundene Eichenlaubzweige, die nach rechts und links zeigen und dem Medaillenrund etwa zu 1/4 folgen. Daran schließt sich die Umschrift: FÜR HERVORRAGENDE VERDIENSTE an, die zusammen mit den Eichenlaubzweigen einen ganzen Kreis bilden. Das Revers der Medaille zeigt dagegen mittig das Staatswappen der DDR, das von einem Eichenlaubkranz umschlossen wird, welches ausgehend von unten zusammengebunden nach oben hin offen gebogen dargestellt wird. Getragen wurde die Medaille an einer pentagonalen grünen 24 mm breiten Spange, in deren Mitte ein 5 mm breiter senkrechter schwarz-rot-goldener Mittelstreifen eingewebt ist, an der linken oberen Brustseite. Gesäumt ist das Band beidseitig von einem 1,5 mm breiten roten Streifen. Bei der Verleihung der Silber- und Goldstufe ist zudem auf dem Band 3 mm vom Saum entfernt zusätzlich ein 1,5 mm breiter silberner bzw. goldener Streifen integriert. Die Interimsspange entsprach der gleichen Weise wie das Ordensband.

## Stufeneinteilung
Die Stiftung der Medaille erfolgte in drei Stufen. Diese waren:
- Gold (höchste Stufe)
- Silber (mittlere Stufe)
- Bronze (unterste Stufe)